# Orophotus chrysogaster
Orophotus chrysogaster är en tvåvingeart som beskrevs av Becker 1925. Orophotus chrysogaster ingår i släktet Orophotus och familjen rovflugor.
Artens utbredningsområde är Taiwan. Inga underarter finns listade i Catalogue of Life.